# KR Волос Вероники
KR Волос Вероники (лат. KR Comae Berenices), HD 115955 — кратная звезда в созвездии Волос Вероники на расстоянии приблизительно 285 световых лет (около 87,4 парсек) от Солнца.
Пара первого и второго компонентов — двойная затменная переменная звезда типа Беты Лиры (EB:). Видимая звёздная величина звезды — от +7,32m до +7,26m. Орбитальный период — около 0,408 суток (9,7912 часа).

## Характеристики
Первый компонент (WDS J13203+1746Aa) — жёлто-белая звезда спектрального класса F5, или G0IV. Масса — около 1,42 солнечной, радиус — около 1,445 солнечного, светимость — около 2,311 солнечной*. Эффективная температура — около 6043 K.
Второй компонент (WDS J13203+1746Ab) — жёлто-белая звезда спектрального класса F. Масса — около 0,129 солнечной, радиус — около 0,505 солнечного, светимость — около 0,324 солнечной. Эффективная температура — около 6130 K*.
Третий компонент — коричневый карлик. Масса — около 50,77 юпитерианской. Удалён в среднем на 1,748 а.е..
Четвёртый компонент (WDS J13203+1746B) — жёлто-белая звезда спектрального класса F8V. Видимая звёздная величина звезды — +8,38m. Масса — около 1,598 солнечной*. Орбитальный период — около 10,98 года*. Удалён на 0,1 угловой секунды.
Пятый компонент (WDS J13203+1746C). Удалён на 2,2 угловой секунды.